# Красноперекопски район
Красноперекопски район (на руски: Красноперекопский район) се намира в северната част на Крим. Административен център е гр. Красноперекопск.
Ива площ 1231 км² и население 31 843 души (2001).

### Етнически състав
(2001)
- 43,4% – украинци
- 33,2% – руснаци
- 17,2% – кримски татари
- 1,2% – беларуси
- 0,6% – молдовци
- 0,3% – поляци